# Yvonne Santais-Houel
Yvonne Santais épouse Houel, née le 18 avril 1915 à Saint-Maur-des-Fossés et décédée le 22 janvier 2010 à Rochefort, est une basketteuse française.

## Biographie
Yvonne Santais est la fille de Joseph Adolphe Marie Santais, mécanicien, et de Germaine Amélie Arbey.
Joueuse emblématique des Linnet's Saint-Maur, elle remporte six titres de Championne de France.
Avec l’Équipe de France féminine, elle remporte le tournoi de basket lors des Jeux mondiaux féminins de 1934.
Elle épouse en 1937 Guy Hyppolyte Houel.
Elle quitte Saint-Maur-des-Fossés en 1983 pour l'Île d'Oléron. Elle participe à la création de l'Oléron BC, en 1991.
Elle est décédée à Rochefort à l'âge de 94 ans.

## Palmarès
- Championne du Monde en 1934 (Fédération Féminine et Sportive)

## Distinctions
- Chevalier de l'Ordre National du Mérite
- Médaille d'Or de la Jeunesse et des sports
- Médaille d'Or de la FFBB
- Académicienne du basket FFBB